# Granizo (película)
Granizo es una película de comedia argentina de 2022 dirigida por Marcos Carnevale. Narra la historia de un meteorólogo estrella de la televisión que se convierte en el máximo enemigo público cuando falla al no prevenir una tormenta de granizo. Está protagonizada por Guillermo Francella, Peto Menahem, Romina Fernandes, Martín Seefeld, Nicolás Scarpino y Laurita Fernández. La película se estrenó el 30 de marzo de 2022 en Netflix.

## Sinopsis
Miguel Flores es un famoso meteorólogo de la televisión, con una carrera infalible.Pero un día falla en la predicción del pronóstico del tiempo, cuando no puede advertir sobre la llegada de una tormenta de granizo. Esta situación provoca el enojo de la audiencia y lo convierte en un enemigo público. Por eso  decide huir a su provincia natal, Córdoba, donde vive su hija Carla. Allí se reencontrará con su pasado y se descubrirá a sí mismo en el proceso.

## Reparto
- Guillermo Francella como Miguel Flores
- Peto Menahem como Luis
- Romina Fernandes como Carla Flores
- Martín Seefeld como Gustavo
- Nicolás Scarpino como Maxi
- Laurita Fernández como Mery Oliva
- Eugenia Guerty como Marisa
- Viviana Saccone como Jimena
- Horacio Fernández como Bernardo
- Norman Briski como José
- Pompeyo Audivert como Alfonso
- Matías Santoianni como Aldo
- Carla Pandolfi como Sandra
- Mayra Homar como Elvira
- Diego Hodara como Marcelo
- Graciela Pal como Mabel
- Daniel Toppino como Domingo

Además, cuenta con los cameos de Verónica Lozano, Los Palmeras, Antonio Laje, María Belén Ludueña, Luis Novaresio, Marcelo Polino, Florencia Peña, Andy Kusnetzoff y María O'Donnell como ellos mismos.

## Producción
En febrero del 2021, se informó que Netflix había confirmado el desarrollo de una película argentina titulada Granizo, la cual sería dirigida por Marcos Carnevale y protagonizada por Guillermo Francella, quien interpretaría a un meteorólogo que falla a su audiencia al no poder predecir una catástrofe natural. Asimismo, se anunció que el resto del elenco estaría integrado por Romina Fernandes, Peto Menahem, Martín Seefeld, Laurita Fernández, Nicolás Scarpino, Viviana Saccone, Pompeyo Audivert y Eugenia Guerty. Mientras que la producción estaría bajo la responsabilidad de Kuarzo Entertainment Argentina y Leyenda Films en asociación con Infinity Hill, y que el guion fue escrito por Nicolás Giacobone y Fernando Balmayor.
La película comenzó su rodaje en los primeros meses del 2021 y finalizó en julio del mismo año, teniendo como locaciones la Ciudad Autónoma de Buenos Aires y Córdoba capital. En febrero del 2022, se comunicó que la cinta se estrenaría el 30 de marzo.

## Premios y nominaciones
| Lista de premios y nominaciones | Lista de premios y nominaciones | Lista de premios y nominaciones         | Lista de premios y nominaciones | Lista de premios y nominaciones | Lista de premios y nominaciones |
| Año                             | Organización                    | Categoría                               | Nominado/a(s)                   | Resultado                       | Ref(s)                          |
| ------------------------------- | ------------------------------- | --------------------------------------- | ------------------------------- | ------------------------------- | ------------------------------- |
| 2022                            | Produ Awards                    | Mejor película estrenada en plataforma  | Granizo                         | Nominado                        | [ 8 ]                           |
| 2022                            | Premios Sur                     | Mejor actriz revelación                 | Romina Fernandes                | Nominada                        | [ 9 ]                           |
| 2022                            | Premios Sur                     | Mejor dirección de arte                 | Graciela Fraguglia              | Nominada                        | [ 9 ]                           |
| 2023                            | Premios Platino                 | Mejor comedia iberoamericana de ficción | Granizo                         | Nominado                        | [ 10 ]                          |